# Vương Tự
Vương Tự (giản thể: 王绪; phồn thể: 王緒; bính âm: Wáng Xù, ? - 886) là một quân phiệt vào cuối thời nhà Đường. Ông giữ chức Quang châu thứ sử từ năm 881 đến năm 885. Sau đó, đối mặt với các đòi hỏi vật chất của phản tướng Tần Tông Quyền, Vương Tự buộc người dân và binh sĩ Quang châu phải theo ông tiến về phía nam, đến khu vực nay là tỉnh Phúc Kiến. Vương Tự sau đó bị thuộc hạ là Vương Triều lật đổ.

## Đoạt lấy Quang châu
Vương Tự là người Thọ châu, và làm nghề giết mổ súc vật. Năm 881, trong bối cảnh Đại Đường chìm đắm trong các cuộc khởi nghĩa nông dân, Vương Tự cùng em rể Lưu Hành Toàn (劉行全) tập hợp được 500 người chiếm cứ Thọ châu. Sau một tháng, họ cũng chiếm được Quang châu. Vương Tự tự xưng là tướng quân, đội quân của ông phát triển lên hơn 1 vạn lính. Phụng Quốc tiết độ sứ Tần Tông Quyền dâng biểu cho Đường Hy Tông tiến cử Vương Tự làm Quang châu thứ sử, Đường Hy Tông chấp thuận.

## Chạy đến Phúc Kiến
Tuy nhiên, sau đó Tần Tông Quyền quay sang chống lại triều đình Đường, tự xưng là hoàng đế, lệnh cho Vương Tự phải nộp tô thuế cho ông ta. Đến khi Vương Tự không thể tự cung ứng, Tần Tông Quyền tức giận và phát binh tiến công Vương Tự. Vương Tự sợ hãi, tập hợp 5.000 binh sĩ từ Quang châu và Thọ châu, buộc lại dân phải vượt sang bờ nam Trường Giang. Đội quân của ông tiến đến và cướp phá Giang châu, Hồng châu, và Kiền châu. Sang mùa xuân năm 885, Vương Tự cho quân tiến xa hơn về phía nam, chiếm Đinh châu và Chương châu, song không giữ được lâu.

## Bị lật đổ
Khi Vương Tự tiến đến Chương châu, đội quân của ông thiếu lương thực. Do địa hình Phúc Kiến đạo hiểm trở, ông lệnh để người già yếu ở phía sau, ai vi phạm sẽ bị trảm. Duy có huynh đệ Vương Triều, Vương Thẩm Khuê (王審邽) và Vương Thẩm Tri tiếp tục đem mẹ là Đổng thị theo. Khi Vương Tự triệu họ đến trách mắng và đe dọa giết chết Đổng thị, họ liền xin cứu mạng Đổng thị, đề nghị được chết thay bà. Ngoài ra, các sĩ quan khác cũng lên tiếng nói giúp cho họ, Vương Tự động lòng.
Tuy nhiên, Vương Tự lúc này lại trở nên cực kỳ hoang tưởng, do có vọng khí giả báo với ông rằng "trong quân có khí vương giả". Ông sát hại các tướng sĩ mà ông nhận thấy họ dũng lược hơn mình hay có khí chất lãnh đạo, thậm chí Lưu Hành Toàn cũng bị giết. Thực tế là Vương Tự muốn giết một người thân cận với ông giống như Lưu Hành Toàn để khiến các sĩ quan khác khiếp sợ. Khi đội quân tiến đến Nam An, Vương Triều thuyết phục được tướng tiên phong của Vương Tự lật đổ Vương Tự, người này sợ sẽ là mục tiêu kế tiếp của Vương Tự lên đồng ý. Vương Triều cho 10 tráng sĩ phục kích trong bụi tre, chờ đến khi Vương Tự đến nơi thì xông lên bắt giữ. Sau đó, Vương Triều trở thành thủ lĩnh của đội quân.
Vào mùa thu năm 886, Vương Triều chiếm được thành Tuyền châu, giam Vương Tự trong biệt quán. Vương Tự tự thấy hổ thẹn nên tự sát.